# William Dean Howells
William Dean Howells (Martins Ferry, 1º marzo 1837 – New York, 11 maggio 1920) è stato uno scrittore e critico letterario statunitense.

## Biografia
Nato a Martins Ferry, Ohio, originalmente Martinsville, da William Cooper e Mary Dean Howells, Howells era il secondo di otto figli. Suo padre dirigeva e stampava un quotidiano e per questo era continuamente in giro per l'Ohio. Howells iniziò presto ad aiutare suo padre nella composizione e stampa. Nel 1852, suo padre fece stampare, all'insaputa di William, una poesia del figlio sul Ohio State Journal. In 1856, Howells fu scelto come funzionario presso la Camera dei Rappresentanti dell'Ohio. Nel 1858, iniziò a lavorare presso la redazione del Ohio State Journal dove scriveva poesie, brevi racconti e traduceva anche dal francese, spagnolo e tedesco. Si dedicò con gran passione allo studio del tedesco e di altre lingue e si interessò particolarmente all'opera di Heinrich Heine.

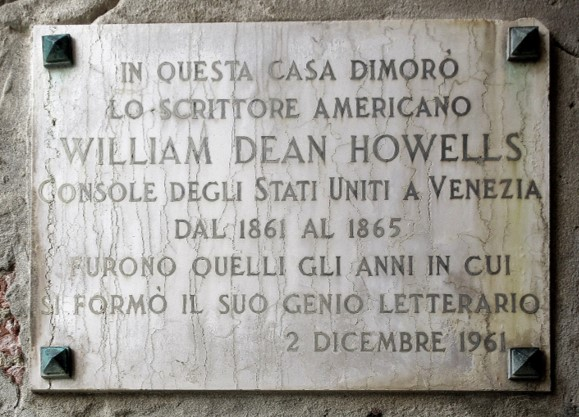
Howells lapide a Venezia

Nel 1860 visitò Boston e fece la conoscenza di scrittori statunitensi quali James Thomas Fields, James Russell Lowell, Oliver Wendell Holmes, Nathaniel Hawthorne, Henry David Thoreau, e Ralph Waldo Emerson. Per aver scritto una biografia di Abraham Lincoln, utilizzata durante le elezioni presidenziali del 1860, ottenne dal presidente eletto la nomina a console degli U.S.A. a Venezia. Nel giorno della vigilia di Natale del 1862, Hwells sposò Elinor Mead presso l'Ambasciata americana di Parigi. Fra i figli nati da questa unione è da ricordare il futuro architetto John Mead Howells. Dopo essere rientrato negli U.S.A., Howells collaborò con varie riviste, comprese The Atlantic Monthly e Harper's Magazine. A partire dal 1866 fu vice direttore e poi nel 1871 direttore dell'Atlantic Monthly, rimanendo in carica fino al 1881. Nel 1869, fece la conoscenza di Mark Twain, da questo incontro nacque una duratura amicizia. Ancor più importante per lo sviluppo del suo stile letterario—la scelta del Realismo—fu il rapporto instaurato con il giornalista Jonathan Baxter Harrison, che negli anni '70 del 1800 scrisse una serie di articoli per l'Atlantic Monthly sulla vita della gente comune.
Howells scrisse il suo primo romanzo, Their Wedding Journey, nel 1872, tuttavia la sua fama di scrittore crebbe con il romanzo di stile realista A Modern Instance, pubblicato nel 1882, in cui si descriveva il degrado di un matrimonio. Il suo romanzo più conosciuto è The Rise of Silas Lapham del 1885, in cui si descrive l'ascesa e la caduta di un imprenditore americano dell'industria delle vernici. Il suo punto di vista sociale è riscontrabile nei romanzi Annie Kilburn (1888) e A Hazard of New Fortunes (1890). Howells rimase particolarmente scosso dai processi seguiti alla sommossa di Haymarket avvenuta nel 1886 a Chicago. I componenti poetici furono raccolti in pubblicazioni del 1873 e del 1886, per poi essere pubblicati nel 1895 in un volume dal titolo Stops of Various Quills. Howells è considerato il fondatore della scuola americana del realismo che si rifaceva tramite gli scrittori Russi all'autore francese Balzac, tuttavia, pur dimostrando poca simpatia per altre forme di narrativa, egli dimostrò sempre incoraggiamento verso i nuovi autori in cui rinveniva qualche cosa di nuovo. Senza alcun dubbio l'opera di Howells è da ritenersi come la più influente e autorevole nel panorama letterario americano dell'ultimo ventennio del XIX secolo.
Nel 1904, fu tra i primi sette membri scelti per l'American Academy of Arts and Letters, di cui divenne presidente.

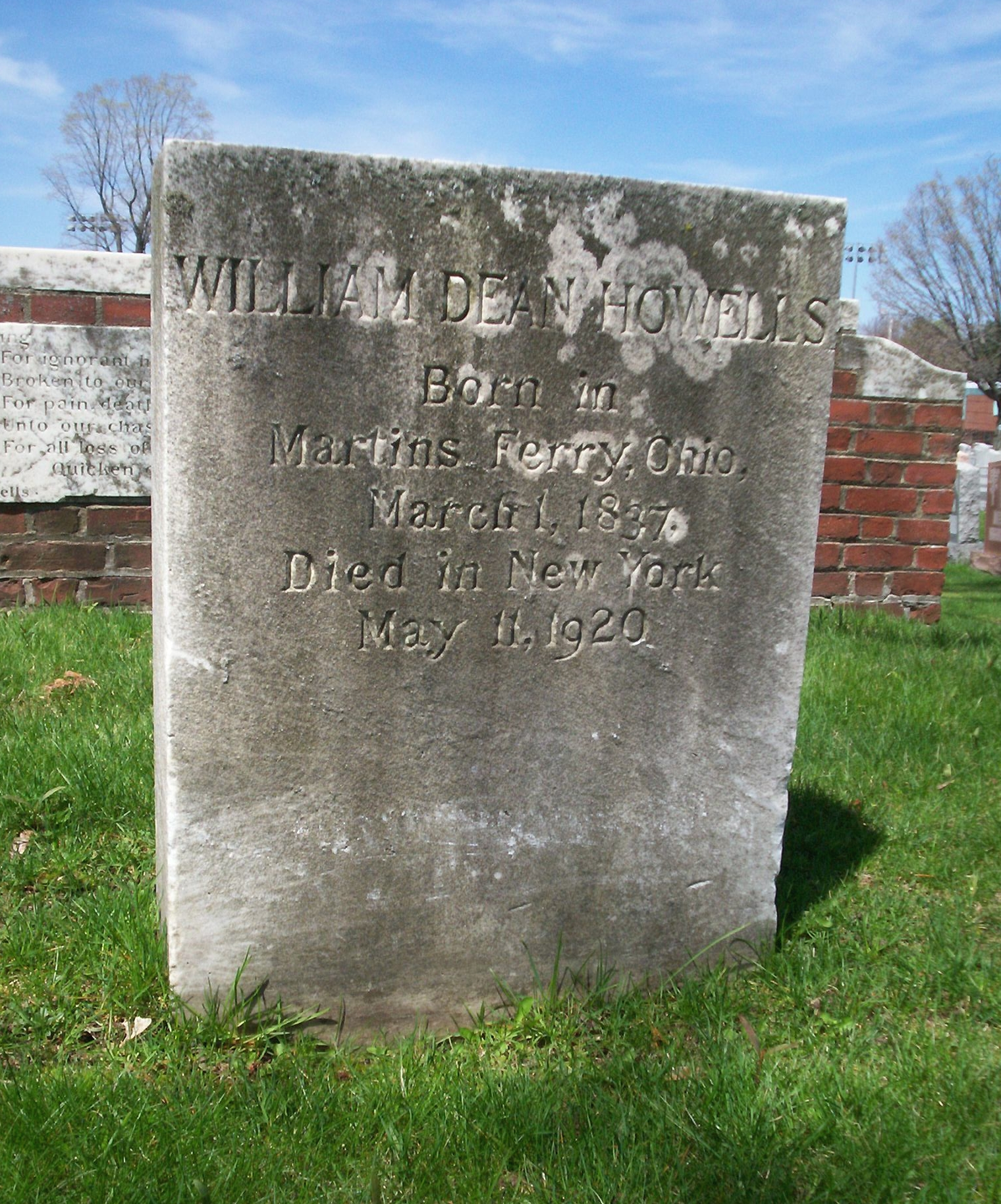
Tomba di William Dean Howells

Howells morì a New York l'11 maggio 1920 e venne sepolto nel cimitero di Cambridge nel Massachusetts.
Nel 1928, otto anni dopo la morte di Howells, sua figlia pubblicò la corrispondenza del padre sotto forma di una bio-bibliografia.

## Teoria letteraria
Howells scrisse anche commedie, recensioni e saggi su autori contemporanei quali Henrik Ibsen, Émile Zola, Giovanni Verga, Benito Pérez Galdós ed, in particolare, Leo Tolstoy, che contribuirono a fondare la loro conoscenza negli Stati Uniti. Howells contribuì con i suoi saggi letterari a presentare positivamente al pubblico scrittori americani quali Hamlin Garland, Stephen Crane, Emily Dickinson, Mary E. Wilkins Freeman, Paul Laurence Dunbar, Sarah Orne Jewett, Charles W. Chesnutt, Abraham Cahan, e Frank Norris. È senza dubbio nel suo ruolo di critico ad avere esercitato un influsso notevole nella letteratura statunitense. Con la sua rubrica "Editor's Study" nel Atlantic Monthly e, poi, nella rivista Harper's, Howells formulò e diffuse le sue teorie sul "realismo" narrativo.
A difesa del realismo narrativo in opposizione all'ideale, Howells scrisse: " I hope the time is coming when not only the artist, but the common, average man, who always "has the standard of the arts in his power," will have also the courage to apply it, and will reject the ideal grasshopper wherever he finds it, in science, in literature, in art, because it is not "simple, natural, and honest," because it is not like a real grasshopper. But I will own that I think the time is yet far off, and that the people who have been brought up on the ideal grasshopper, the heroic grasshopper, the impassioned grasshopper, the self-devoted, adventureful, good old romantic card-board grasshopper, must die out before the simple, honest, and natural grasshopper can have a fair field."
[Io spero che sia arrivato il tempo in cui non solo l'artista, ma anche l'uomo comune, che sempre 'ha lo standard delle arti in suo potere' avrà anche il coraggio di applicarlo e rigetterà l'ideale cavalletta ovunque la rinvenga, nelle scienze, nella letteratura, nelle arti perché quella finta non è 'semplice, naturale e genuina', perché non è come la reale cavalletta. Devo, però, ammettere che questo tempo è ancora lontano e che la gente, educata sulla base della cavalletta astratta, eroica, magniloquente, egoistica, avventurosa, vecchia romantica cavalletta fatta di cartapesta, dovrà estinguersi prima che la semplice, genuina e naturale cavalletta possa avere il suo campo appropriato.]

## Altre opere
- A Foregone Conclusion (1875)
- A Counterfeit Presentment (1877)
- The Lady of the Aroostook (1879)

Le opere seguenti vennero scritte durante il suo soggiorno in Inghilterra e in Italia, come anche il romanzo The Rise of Silas Lapham del 1885. 
- The Undiscovered Country (1880)
- A Fearful Responsibility (1881)
- Dr. Breen's Practice (1881) * A Woman's Reason (1883)
- Three Villages (1884) *Tuscan Cities (1885)

Howells rientrò negli Stati Uniti nel 1886. Scrisse opere di vario genere, comprendenti narrativa, poesia, e commedie, quali The Sleeping-Car, The Mouse-Trap, The Elevator e Out of the Question sono esempi caratteristici.
- Venetian Life (1866)
- The Minister's Charge (1886)
- Annie Kilburn (1887/88)
- Modern Italian Poets (1887)
- April Hopes (1888)
- Criticism and Fiction (1891)
- The World of Chance (1893)
- Jana Wilcox, or the Walls of the Labyrinth (1893)
- The Coast of Bohemia (1893)
- My Year In a Log Cabin (1893)
- A Traveler from Altruria (1894)
- The Story of a Play (1898)
- Ragged Lady (1899)
- Their Silver Wedding Anniversary (1899)
- The Flight of Pony Baker (1902)
- The Kentons (1902)
- Questionable Shapes (1903)
- Son of Royal Langbrith (1904)
- London Films (1905)
- Certain Delightful English Towns (1906)
- Between the Dark and the Daylight (1907)
- Through the Eye of the Needle (1907)
- Heroines of Fiction (1908)
- The Landlord At Lion's Head (1908)
- My Mark Twain: Reminiscences (1910)
- New Leaf Mills (1913)
- Seen and Unseen at Stratford-on-Avon: A Fantasy (1914)
- The Leatherwood God (1916)
- Years of My Youth (autobiography) (1916)

## Traduzioni italiane
- L'estate di San Martino, (2008) (trad. Vatteroni C.), Roma: Fazi ISBN 978-88-8112-911-9
- Panforte di Siena,(2005) (trad. Simonetta Neri), Ospedaletto (Pisa): Pacini ISBN 978-88-7781-617-7
- Vita a Venezia dal 1861 al 1865, (2005), (trad. Nadin C.), Venezia: Editoria Universitaria ISBN 88-88618-28-7
- Vita Veneziana, (2005), (trad. Pestriniero R.), Treviso: Editrice Elzeviro ISBN 88-87528-15-2
- L'ombra di un sogno, (2002) (trad. Schiavi G.), Venezia: Marsilio ISBN 978-88-317-7893-0
- Natale tutti i giorni, (2011) (trad. Franca Brea), Mattioli 1885 ISBN 978-88-6261-209-8
- Il mio amico Mark Twain, (2012) (trad. Nicola Manuppelli), Mattioli 1885 ISBN 978-88-6261-254-8

## Opere digitalizzate
- (EN) William Dean Howells, Tuscan cities, Edinburgh, Douglas, 1886. URL consultato il 10 maggio 2016.